# 2015 DM319
2015 DM319 est un objet transneptunien considéré comme transneptunien extrême, son orbite est très similaire à celle de 2016 SA59.